# Estadio Daugava (Liepāja)
Para el estadio de la ciudad de Riga véase Estadio Daugava (Riga).
El estadio Daugava (en letón: Daugavas stadions) es un estadio multiusos de la ciudad de Liepaja, Letonia. Fue inaugurado en 1925 y actualmente posee una capacidad para 6000 espectadores sentados, siendo el estadio donde disputa sus partidos el club FK Liepaja y en ciertas ocasiones la selección de fútbol de Letonia.
De 1925 a 1934, el estadio fue nombrado "stadions Strādnieku" (estadio de los trabajadores), y entre el periodo 1934-1990 "stadions Pilsetas" (estadio de la ciudad).